# Evangelische Kirche (Oberwaldbehrungen)

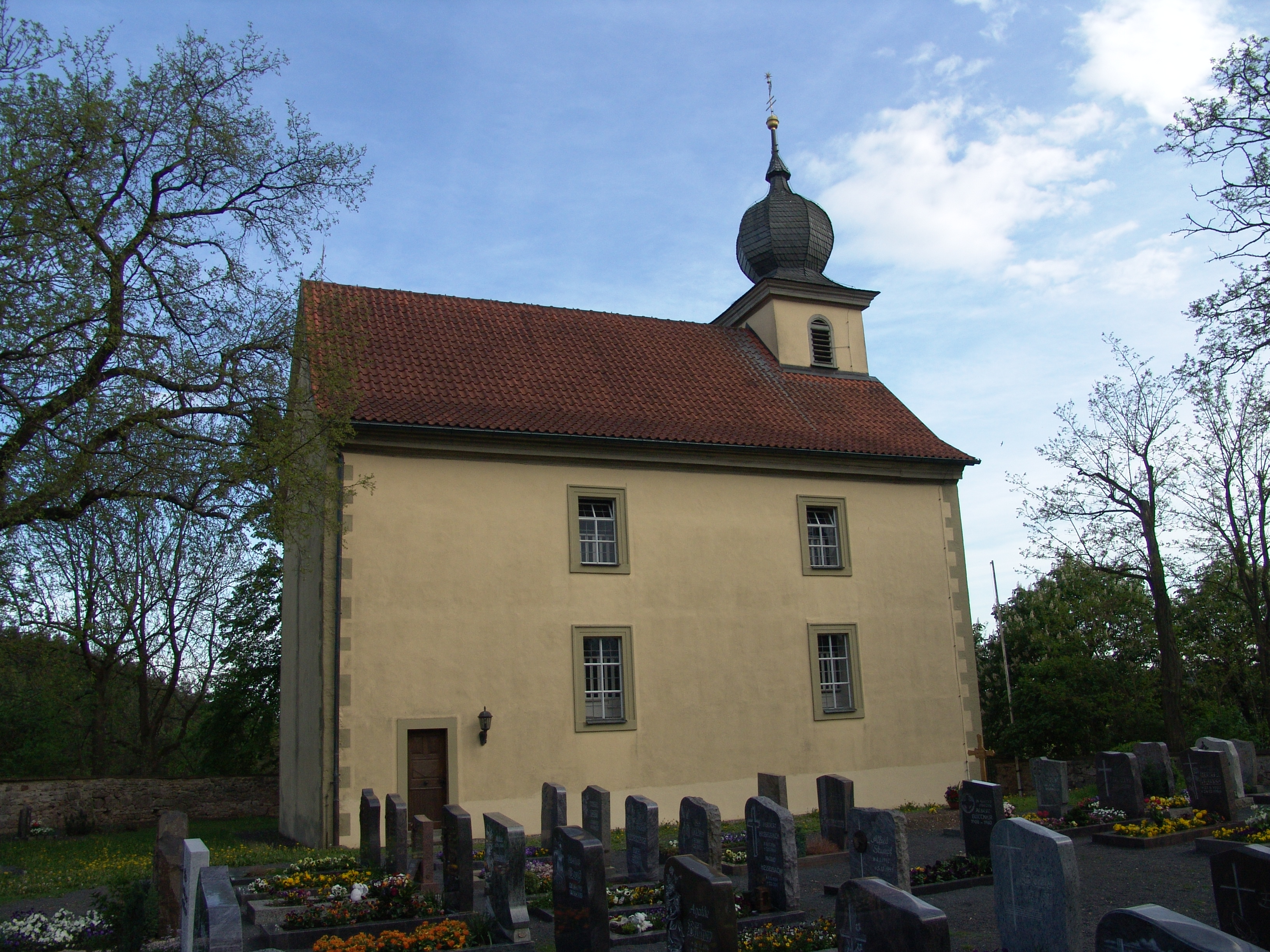
Evangelische Kirche in Oberwaldbehrungen

Die Evangelische Kirche steht in Oberwaldbehrungen, einem Gemeindeteil der Stadt Ostheim vor der Rhön im unterfränkischen Landkreis Rhön-Grabfeld in Bayern. Das denkmalgeschützte Bauwerk entstand Mitte des 18. Jahrhunderts. Die Kirchengemeinde gehört zur Pfarrei Urspringen im Dekanat Bad Neustadt an der Saale im Kirchenkreis Ansbach-Würzburg der Evangelisch-Lutherischen Kirche in Bayern.

## Beschreibung
Die Saalkirche wurde 1738 wohl auf einem mittelalterlichen Kern erbaut. Über dem Giebel im Westen des mit einem Satteldach bedeckten Langhauses erhebt sich ein Dachturm, der mit einer schiefergedeckten Zwiebelhaube bedeckt ist. Die Kirchenausstattung stammt überwiegend aus der Bauzeit. Die 1673 von Johann Christian Hart ursprünglich für die Kirchenburg Ostheim gebaute Orgel hat 12 Register, ein Manual und ein Pedal. Sie wurde 1738 nach Oberwaldbehrungen übergeführt.